# Stanisław Gielarek
Stanisław Gielarek (ur. 1954) – polski piłkarz i trener piłkarski.
Podczas kariery piłkarskiej występował w Siarce Tarnobrzeg. Z jego osobą wiążą się najlepsze lata tarnobrzeskiego piłkarstwa. W 1991 roku objął stanowisko trenera Hetmana Zamość, którego prowadził na początku rundy jesiennej sezonu 1991/1992. Przed meczem 10. kolejki z Radomiakiem Radom został zastąpiony przez Jana Złomańczuka. Następnie pracował w trzecioligowych Tłokach Gorzyce.
W kwietniu 1996 roku został trenerem Siarki Tarnobrzeg. Prowadzona przez niego drużyna do końca sezonu rozegrała 10. meczów w I lidze i zajmując ostatnią lokatę w tabeli została zdegradowana. Gielarek pozostał w zespole i prowadził go do końca 1997 roku. Następnie pracował w Stali Stalowa Wola, a w rundzie jesiennej sezonu 1999/2000 był szkoleniowcem Korony Kielce.
Od 2000 roku Gielarek ponownie prowadził Siarkę Tarnobrzeg, a w rundzie wiosennej sezonu 2002/2003 pracował w Pogoni Leżajsk. W sezonie 2004/2005 był trenerem Wisły Sandomierz, która pod jego wodzą uplasowała się na 9. miejscu w IV lidze. Latem 2006 roku po raz kolejny objął tarnobrzeską Siarkę. W sezonie 2007/2008 drużyna nie uzyskała awansu do nowej III ligi, a wielu winą za taki stan rzeczy obarczyło Gielarka. Zarząd tarnobrzeskiego klubu nie zdecydował się zwolnić trenera, lecz szkoleniowiec zrezygnował sam. Aktualnie nauczyciel wychowania fizycznego w Zespole Szkół nr 1 w Tarnobrzegu